# Винищувач п'ятого покоління
Винищувач четвертого + покоління — термін, що використовується для класифікації найсучасніших реактивних винищувачів, що з'явилися наприкінці 20-го століття і розвиваються до сьогодні. До 2019 року єдиною країною, яка впровадила серійний винищувач 5-го покоління (Lockheed Martin F-22 Raptor) є США.
Основні характеристики літаків п'ятого покоління:
- багатофункціональність, тобто висока ефективність при ураженні повітряних, наземних, надводних і підводних цілей;
- наявність кругової інформаційної системи;
- високоефективні двигуни;
- можливість крейсерського польоту на надзвукових швидкостях без використання форсажу;
- високі швидкісні показники (макс. швидкість на форсажі — не менше 2М);
- надманевреність;
  - американські конструктори під час роботи над F-22 відмовилися від певної частки надманевреності на користь суттєвішої малопомітності (відсутнє ПГО, відхилення вектора тяги наявне тільки у вертикальній площині, ромбоподібне крило);
  - російські конструктори під час роботи над ПАК ФА відмовилися від якоїсь частки малопомітності на користь більшого рівня надманевреності (є поворотня частина напливу, компонування двигунів у цілому і круглі сопла, неприкриті елементами планера зокрема, трикутне крило, частково видимі через повітрозабірники двигуни, засклення кабіни з переплетенням, виступаючі елементи оптико-локаційної станції та інші нюанси);
- кардинальне зменшення радіолокаційної та інфрачервоноїпомітності літака завдяки зміні геометрії літака і сопел двигунів, застосування радіопрозорих композиційних матеріалів і радіопоглинаючих покриттів, а також переходу бортових датчиків на пасивні методи отримання інформації та режими підвищеної прихованості;
- здатність здійснювати всеракурсний обстріл цілей у ближньому повітряному бою, а також вести багатоканальний ракетний обстріл під час бою на великій дальності;
- автоматизація управління бортовими інформаційними системами та системами виставлення перешкод;
- підвищена бойова автономність за рахунок встановлення в кабіні індикатора тактичної обстановки з можливістю мікшування інформації (тобто одночасного виведення і взаємного накладення в єдиному масштабі «картинок» від різних датчиків), а також використання систем телекодового обміну інформацією з зовнішніми джерелами;
- аеродинаміка і бортові системи повинні забезпечувати можливість зміни кутової орієнтації і траєкторії руху літака без будь-яких відчутних запізнень, не вимагаючи при цьому суворої координації та узгодження рухів керуючих органів;
- літак повинен «пробачати» грубі помилки пілотування у широкому діапазоні умов польоту;
- літак має бути оснащений автоматизованою системою управління на рівні вирішення тактичних завдань, що має експертний режим «на допомогу льотчику».

## Список винищувачів п'ятого покоління
| Серійні винищувачі п'ятого покоління у світі | Серійні винищувачі п'ятого покоління у світі | Серійні винищувачі п'ятого покоління у світі | Серійні винищувачі п'ятого покоління у світі | Серійні винищувачі п'ятого покоління у світі | Серійні винищувачі п'ятого покоління у світі |
| Країна                                       | Тип                                          | Перший політ                                 | Прийнято на озброєння                        | Кількість                                    | Фото                                         |
| -------------------------------------------- | -------------------------------------------- | -------------------------------------------- | -------------------------------------------- | -------------------------------------------- | -------------------------------------------- |
| США                                          | Lockheed Martin F-22 Raptor                  | 7 вересня 1997                               | 15 грудня 2005                               | 195 (більше не виробляється)                 |                                              |
| США                                          | Lockheed Martin F-35 Lightning II            | 15 грудня 2006                               | 2012 рік                                     | 1000+ (у виробництві)                        | F-35 Joint Strike Fighter                    |

| Прототипи або проекти винищувачів 5-го покоління | Прототипи або проекти винищувачів 5-го покоління | Прототипи або проекти винищувачів 5-го покоління | Прототипи або проекти винищувачів 5-го покоління                          | Прототипи або проекти винищувачів 5-го покоління | Прототипи або проекти винищувачів 5-го покоління |
| Країна                                           | Тип                                              | Перший політ                                     | Статус                                                                    | Фото                                             |                                                  |
| ------------------------------------------------ | ------------------------------------------------ | ------------------------------------------------ | ------------------------------------------------------------------------- | ------------------------------------------------ | ------------------------------------------------ |
| США                                              | Northrop YF-23                                   | 27 серпня 1990                                   | Збудовано 2 прототипи, в серію не пішов, проект закритий                  |                                                  |                                                  |
| КНР                                              | J-20                                             | 11 січня 2011                                    | Проходить льотні випробування                                             |                                                  |                                                  |
| Індія                                            | Сучасний середній бойовий винищувач (Індія)      | 2015                                             | в розробці                                                                |                                                  |                                                  |
| Японія                                           | Mitsubishi ATD-X                                 | 2015                                             | в розробці                                                                |                                                  |                                                  |
| Росія                                            | Су-57                                            | 29 січня 2010                                    | прийнятий на озброєння в 2018 році, збудовано 11 прототипів та 1 серійний |                                                  |                                                  |
| Росія                                            | МіГ 1.44                                         | 29 лютого 2000                                   | проект закритий, збудований один прототип                                 |                                                  |                                                  |
| Росія                                            | С-37                                             | 24 вересня 1997                                  | проект закритий, збудований один прототип                                 |                                                  |                                                  |
| Туреччина                                        | TFX (Туреччина)                                  | не відбувся                                      | проект в розробці                                                         |                                                  |                                                  |
| Південна Корея/ Індонезія                        | KAI KF-X                                         | 19 липня 2022                                    | проект в розробці                                                         |                                                  |                                                  |